# Youssef Chippo
Youssef Mustapha Chippo - em árabe, يوسف مصطفى شيبو (Boujad, 10 de maio de 1973) é um futebolista marroquino. Disputou a Copa de 1998 pela seleção de seu país.

## Carreira por clubes
Em clubes, Chippo iniciou sua carreira em 1991, no KAC Kénitra. Passou ainda pelo Al-Hilal da Arábia Saudita entre 1995 e 1996. Destacou-se no futebol catariano, onde representou três clubes: Al-Arabi (1996-97), Al-Sadd (2003-05) e Al-Wakra (2005-07), onde pendurou as chuteiras pela primeira vez. No futebol europeu, o meia vestiu as camisas de Porto (1997-99) e Coventry City (1999-2003), onde fez 122 partidas e marcou seis gols. Antes de se aposentar, Chippo foi sondado por Hibernian (em fevereiro) e Hammarby (em outubro), mas as negociações não vingaram.
Aos 41 anos, o meia foi convencido a retomar a carreira para defender o Kells United, clube amador que disputa competições regionais na Inglaterra, juntamente com outros veteranos, como o goleiro autraliano Mark Bosnich (ex-Chelsea e Manchester United), o defensor Anthony Barness (também ex-jogador do Chelsea, com longa passagem pelo Bolton), os meias Jody Morris (também revelado pelo Chelsea) e Jamie Clapham, e o atacante letão Andrejs Štolcers.

## Seleção Marroquina
Embora tivesse feito parte do elenco que disputou as Olimpíadas de 1992, Chippo foi chamado pela primeira vez ao time principal apenas em 1995, um ano após a Copa dos Estados Unidos, a qual não foi sequer lembrado. Em nove anos defendendo os "Leões do Atlas", foram 62 partidas disputadas e 8 gols marcados.
A Copa de 1998 foi a única disputada por Chippo, que disputou as três partidas de Marrocos na primeira fase. Acabou marcado negativamente pelo gol contra feito na partida entre sua seleção e a Noruega, quando tentou afastar uma bola mal-rebatida pelo goleiro Driss Benzekri.
Pela Copa Africana de Nações, o meia esteve presente em 4 edições - 1998, 2000, 2002 e 2006, e encerrou sua carreira internacional neste ano.